# Federação de Badminton do Paraná
A Federação Paranaense de Badminton, (BFP) é a entidade que regulmaenta e organiza, competições e o desporto em si, no estado do Paraná, ela têm sede em Curitiba, e visa a ganhar adeptos e jogadores para a popularização do esporte a nível estadual, ela é ligada à entidade máxima do desporto no país a Confederação Brasileira de Badminton. 

## Ligações Externas
- Sitio Oficial